# C/1956 R1 (Arend-Roland)
C/1956 R1 (Arend-Roland) est une comète découverte le 8 novembre 1956 à Uccle par les astronomes belges Sylvain Arend et Georges Roland sur des plaques photographiques.
Elle devient bien visible à l'œil nu à partir du mois d'avril 1957, passant au périhélie le 8 de ce mois. Sa queue s'étend sur 30° et sa magnitude maximale est de - 0,5. Elle passe au plus près de la Terre le 20 avril, à 0,5691 ua. Une anti-queue s'étendant sur plus de 14° est alors visible pendant quelques jours. Cette anti-queue d'une longueur exceptionnelle est une des principales caractéristiques de la comète Arend-Roland.
Les calculs ont révélé une orbite hyperbolique (excentricité > 1). Sa trajectoire doit donc l'amener à sortir définitivement du système solaire.
La comète Arend-Roland a fait l'objet d'un timbre postal à 6 francs édité en Belgique.

## Galerie
Images d'archives du passage de la comète Arend-Roland, numérisées par la Bibliothèque de l'Observatoire de Paris (voir en ligne)